# Jasan v Husově ulici
Jasan v Husově ulici je památný strom jasan ztepilý (Fraxinus excelsior) ve Vejprtech v okrese Chomutov v Ústeckém kraji.
Roste v Krušných horách v nadmořské výšce 730 m v jižní části města proti garážím v Husově ulici.

## Základní údaje
Obvod kmene měří 377 cm, koruna stromu dosahuje do výšky 25 metrů (měření 2009). V roce 2009 bylo stáří stromu odhadováno na 150 let.
Jasan je chráněn od roku 1994 jako krajinná dominanta a strom s významným vzrůstem.

## Stromy v okolí
- Javor v ulici Přemysla Oráče
- Javor klen ve Vejprtech